# Wolfsmond (Band)
Wolfsmond ist eine deutsche Rockband, die 1974 von Jochen Peters (* 13. Januar 1953; † 11. April 2003), alias Lude LaFayette, gegründet wurde.
Der Songschreiber der Gruppe, Jochen „Lude“ Peters kam genauso wie der Gitarrist Klaus „George“ Meier von The Rattles. Weitere Musiker der Gründungsformation, die auch die erste LP einspielten, waren: Richard „Rico Christian“ Kähler (Gitarre), Josef „Joe“ Hess (Bass) und Kai Stellmann (Schlagzeug). 1974 löste George B. Miller den Bremer Kai Stellmann am Schlagzeug ab, verließ die Band drei Jahre später, um 1981 wieder einzusteigen. Zusammen mit Wegbegleiter George Meier schrieb er "Für mich ist es Rock n Roll" (1982) für das bei Edo Zanki in Karlsdorf produzierte Album "Fühl dich frei". ein Radio Hit, der Platz 5 erreichte. 2013 erschien Millers Buch "Für mich ist es Rock n Roll" (350 Seiten, ISBN 978-3-95651-345-9) beim Kellner Verlag, Bremen. Album Lieder wie Das hat Spaß gemacht und Wie der Wind so frei machten die Band bundesweit bekannt; unter anderem mit einem Auftritt in der Fernsehsendung Disco 1977 und als Nebendarsteller im Spielfilm Keiner kann was dafür von 1977/1978, bei dem Wolfsmond auch für die Filmmusik sorgte. Die aktuelle Besetzung seit Frühjahr 2013 ist: Klaus „George“ Meier (Gitarre), Ralf Heinlein (Keyboard) Mathias Klenke (Bass) und Frank Alpers (Schlagzeug). Auf der 2020 veröffentlichten CD finden sich neben Beiträgen von Lu Lafayette, George Meier, Rico Christian Kähler, Joe Hess, Kai Stellmann und Harald Konietzko, der als Bassist ab 1982 und ab 1991 zur Besetzung gehörte, erstmals Beiträge von Gitarristen, die vor George Meier zur Besetzung gehörten: Rainer Gaffrey, Michael Stumper und Wolfram Geißler.

## Diskografie
- 1976: Lude Lafayette's Wolfsmond
- 1977: Radio Rock'n Roll
- 1978: Traumzeit
- 1979: Verwandelt!
- 1982: Fühl dich frei
- 1990: Auf heißer Spur
- 1999: Das Beste von Wolfsmond (Wie der Wind so frei)
- 2001: Im Tempel des Adlers
- 2013: Live – So lang noch was geht...
- 2020: Wolfsmond -versus- The Wild Black Jets: Projekt N Startklar